# Huernia hallii
Huernia hallii là một loài thực vật thuộc họ Asclepiadaceae. Đây là loài đặc hữu của Namibia. Môi trường sống tự nhiên của chúng là vùng nhiều đá.